# Allocosa delesserti
Allocosa delesserti este o specie de păianjeni din genul Allocosa, familia Lycosidae. A fost descrisă pentru prima dată de Caporiacco, 1941.
Este endemică în Etiopia. Conform Catalogue of Life specia Allocosa delesserti nu are subspecii cunoscute.